# 熱河市
熱河市是巴西戈亚斯州的一个市镇。总面积256.739平方公里，总人口3028人，人口密度11.8人/平方公里。